# محيي الدين عبد المحسن
محي الدين عبد المحسن (9 يوليو 1940 - 21 ديسمبر 2012)، ممثل مصري.

## حياته
ولد في الرقة الغربية مركز العياط محافظة الجيزة، وقد تخرج من كلية الآداب «قسم اللغة العربية» عام 1964، ممثلاً بمسرح الطليعة ثم مديرا ومستشارا لقطاع الفنون الاستعراضية كما عمل في مسرح مينوش.

### وفاته
توفي في 21 ديسمبر 2012 بسبب مرض تليف الكبد عن عمر يناهز 72 عاماً.

## أعماله

### من المسلسلات
- الإمام الغزالي.
- أشجار النار.
- الشحرورة.
- الزناتي مجاهد.
- بيت الباشا.
- كليوباترا.
- أكتوبر الآخر.
- القطة العميا.
- طوق نجاة.
- الفوريجي.
- حكايات رمضان أبو صيام.
- من قتل تامر وزه - مسلسل إذاعي.
- عصابة بابا وماما.
- المصراوية.
- العمدة هانم.
- صرخة أنثى.
- أولاد عزام.
- المصراوية.
- قضية رأي عام.
- حبيب الروح.
- مبروك جالك قلق.
- عباس الأبيض في اليوم الأسود.
- القضاء في الإسلام - الجزء التاسع.
- الأصدقاء.
- حديث الصباح والمساء.
- الكوم.
- أوبرا عايدة.
- قط وفار فايف ستار.
- امرأة من زمن الحب.
- جمهورية زفتي.
- الأبطال.
- خالتي صفية والدير.
- الإمام ابن حزم.
- الفرسان.
- الوعد الحق.
- الإمام أبو حنيفة النعمان.
- كنوز لا تضيع.
- رأفت الهجان - الجزء الثاني.
- ليالي الحلمية - 1، 2، 3، 4.
- فندق اجري اجري - سهرة تلفزيونية.
- آسف..لا يوجد حل.
- وكسبنا القضية.
- أهلاً بالسكان.
- الشهد والدموع - الجزء الثاني.
- أبناء العطش.
- محمد رسول الله - الجزء الثاني.
- محمد رسول الله إلى العالم.
- شيء من الخوف.
- الصعود إلى القمة.
- فرسان الله.
- ابن ماجة ..... القزويني.
- الإمام مسلم.
- مقام المالطي.
- إجري إجري - مسلسل إذاعي.
- كناريا وشركاه
- كيكا على العالي
- اغرب القضايا مسلسل اذاعى

### من الأفلام
- الجزيرة.
- وش إجرام.
- بوحه.
- عنبر والألوان.
- أبو الدهب.
- امرأة هزت عرش مصر.
- شوادر.
- معركة النقيب نادية.
- أنا.
- نأسف لهذا الخطأ.
- التوت والنبوت.
- الكيف.
- بنات إبليس.
- العار.
- الشيطان امرأة.
- مِن عظماء الإسلام.
- 3 قصص.

### من المسرحيات
- سوق الحلاوة.
- الصعايدة وصلوا.
- ازعرينا.
- الواد ويكا بتاع أمريكا.
- لعب عيال أوي.

## روابط خارجية
- محيي الدين عبد المحسن على موقع الدهليز
- محيي الدين عبد المحسن على موقع قاعدة بيانات الأفلام العربية